# Owensville (Ohio)
Pour les articles homonymes, voir Owensville.
Owensville est un village américain situé dans le comté de Clermont, dans l'Ohio. Selon le recensement de 2010, sa population est de 794 habitants.